# Treno gravitazionale

Un treno gravitazionale

Un treno gravitazionale è un ipotetico mezzo di trasporto con la funzione di viaggiare tra due punti di una sfera, percorrendo un tunnel rettilineo che congiunge i due punti passando direttamente dall'interno della sfera.
In un corpo delle dimensioni di un pianeta, questo treno potrebbe essere accelerato usando la sola forza di gravità (ovvero "cadendo"), dato che, durante la prima metà del viaggio (dalla partenza al centro esatto della corda), essa lo spingerebbe alla minore altezza dal centro di gravità. Durante il percorso rimanente, l'accelerazione assume verso opposto a quello del viaggio, ma (tralasciando la dissipazione per attrito) la velocità assunta sarebbe sufficiente a far giungere il treno in superficie (dove arriverebbe a velocità nulla).
Nella realtà, due motivi principali impediscono l'esistenza di questi treni. Il percorso prospettato perforerebbe il mantello terrestre, attraversando una zona in cui le rocce sono fluide. Non si hanno a disposizione materiali in grado di sopportare tali condizioni di pressione e temperatura. In secondo luogo, l'attrito non sarebbe trascurabile, sebbene si possa ridurre la perdita di energia meccanica per strofinamento usando treni a levitazione magnetica. In ogni caso, a meno che non si espella tutta l'aria dal tunnel, la dissipazione per attrito con l'aria crescerebbe col quadrato della velocità, ed eliminare l'aria costerebbe invece potenza addizionale. Il concetto potrebbe avere applicazione sulla Luna, non avendo essa atmosfera e (forse) nemmeno magmi.
Un treno gravitazionale è la versione estrema delle montagne russe, con solo un tratto in discesa seguito da uno in salita. In altre parole, un oscillatore armonico.

## Origini del concetto
Nel XVII secolo, lo scienziato britannico Robert Hooke, in una lettera ad Isaac Newton espose l'idea dell'accelerazione di un oggetto all'interno del globo terrestre. Un progetto fu realmente presentato all'Accademia delle Scienze di Parigi nel XIX secolo. L'idea fu riscoperta negli anni sessanta.

## Considerazioni matematiche
Esistono alcune interessanti particolarità del treno gravitazionale.
- Dato un pianeta, ogni treno gravitazionale che viaggi al suo interno, percorrendo il diametro o qualsiasi corda, avrebbe lo stesso tempo di percorrenza (indipendentemente dalla posizione delle stazioni di partenza e arrivo); questo perché, a una distanza minore, non passando dal centro della terra, corrisponderebbe un'accelerazione minore e, pertanto, una velocità minore. Per la Terra, questo tempo vale 42'12".
- Tale tempo è funzione solo della densità del pianeta e della costante gravitazionale.
- La velocità massima è raggiunta nel punto medio della traiettoria. Passando esattamente dal centro della Terra, essa vale circa 7.900 m/s, equivalenti a circa 28.400 km/h.